# Флі
Флі (англ. Flea від «блоха», Майкл Пітер Бальзарі, англ. Michael Peter Balzary) (народився 16 жовтня 1962) — бас-гітарист гурту Red Hot Chili Peppers. Також брав участь у великій кількості різних музичних проектів, серед яких: Jane's Addiction, Аланіс Моріссетт, Axis of Justice, The Mars Volta. Флі став відомим в музичних колах передусім через його унікальну манеру гри на бас-гітарі — швидкій, агресивній, мелодичній і водночас досить оригінальній. Флі грає пальцями, слепом, медіатором. Визнаний найкращим бас-гітаристом 2010 року за версією каналу BBC. 2011 року визнаний одним з найкращих бас-гітаристів всіх часів, згідно з опитуванням, проведеним журналом Rolling Stone.